# La Correa
La Correa är en ort i Mexiko.   Den ligger i kommunen León och delstaten Guanajuato, i den centrala delen av landet, 300 km nordväst om huvudstaden Mexico City. La Correa ligger 1 780 meter över havet och antalet invånare är 236.
Terrängen runt La Correa är en högslätt. Runt La Correa är det tätbefolkat, med 683 invånare per kvadratkilometer. Närmaste större samhälle är León de los Aldama, 12,3 km norr om La Correa. Omgivningarna runt La Correa är en mosaik av jordbruksmark och naturlig växtlighet.